# Doradidae
La famiglia Doradidae comprende 92 specie di pesci d'acqua dolce appartenenti all'ordine Siluriformes.

## Distribuzione e habitat
Tutte le specie sono originarie delle acque dolci del Sudamerica, nell'area amazzonica di Brasile, Perù e Guiana.

## Specie
La famiglia comprende 92 specie, divise in 35 generi
- Acanthodoras cataphractus
- Acanthodoras depressus
- Acanthodoras spinosissimus
- Agamyxis albomaculatus
- Agamyxis pectinifrons
- Amblydoras affinis
- Amblydoras bolivarensis
- Amblydoras gonzalezi
- Amblydoras hancockii
- Amblydoras monitor
- Amblydoras nauticus
- Anadoras grypus
- Anadoras insculptus
- Anadoras regani
- Anadoras weddellii
- Anduzedoras oxyrhynchus
- Astrodoras asterifrons
- Centrochir crocodili
- Centrodoras brachiatus
- Centrodoras hasemani
- Doraops zuloagai
- Doras carinatus
- Doras eigenmanni
- Doras fimbriatus
- Doras micropoeus
- Doras punctatus
- Franciscodoras marmoratus
- Hassar affinis
- Hassar orestis
- Hassar wilderi
- Hemidoras morrisi
- Hemidoras stenopeltis
- Hypodoras forficulatus
- Kalyptodoras bahiensis
- Leptodoras acipenserinus
- Leptodoras copei
- Leptodoras hasemani
- Leptodoras juruensis
- Leptodoras linnelli
- Leptodoras myersi
- Leptodoras praelongus
- Lithodoras dorsalis
- Megalodoras guayoensis
- Megalodoras laevigatulus
- Megalodoras uranoscopus
- Nemadoras trimaculatus
- Nemadoras elongatus
- Nemadoras hemipeltis
- Nemadoras humeralis
- Nemadoras leporhinus
- Opsodoras boulengeri
- Opsodoras morei
- Opsodoras stuebelii
- Opsodoras ternetzi
- Orinocodoras eigenmanni
- Oxydoras kneri
- Oxydoras niger
- Oxydoras sifontesi
- Physopyxis lyra
- Platydoras armatulus
- Platydoras costatus
- Pterodoras granulosus
- Pterodoras rivasi
- Rhinodoras boehlkei
- Rhinodoras dorbignyi
- Rhinodoras thomersoni
- Rhynchodoras woodsi
- Rhynchodoras xingui
- Scorpiodoras heckelii
- Trachydoras brevis
- Trachydoras microstomus
- Trachydoras nattereri
- Trachydoras paraguayensis
- Trachydoras steindachneri
- Wertheimeria maculata